# Daimler Motor-Lastwagen
Pour les articles homonymes, voir Daimler.
Daimler Motor-Lastwagen est le premier camion à moteur à essence de l'histoire de l'automobile, fabriqué en 1896, par le constructeur automobile allemand Daimler-Motoren-Gesellschaft.

## Historique
Après avoir conçu le moteur Daimler Type P, premier moteur à essence fonctionnel de l'histoire de l'automobile, monté sur le prototype Daimler Stahlradwagen de 1889, les inventeurs allemands Gottlieb Daimler et Wilhelm Maybach fondent l'industrie Daimler-Motoren-Gesellschaft, et industrialisent les premières automobiles à essence Daimler Schroedter-Wagen en 1892, Daimler Riemenwagen en 1895, Daimler Phoenix en 1897, Mercédès Simplex en 1902...

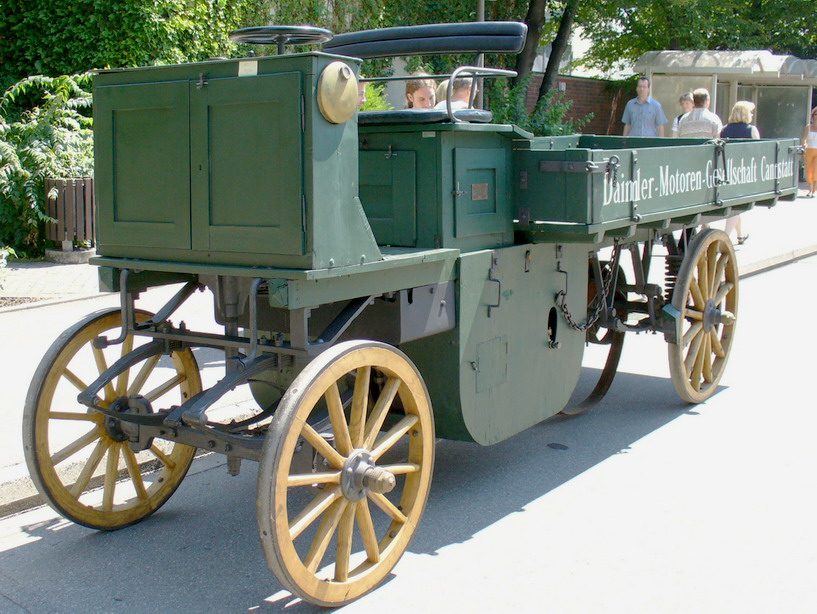
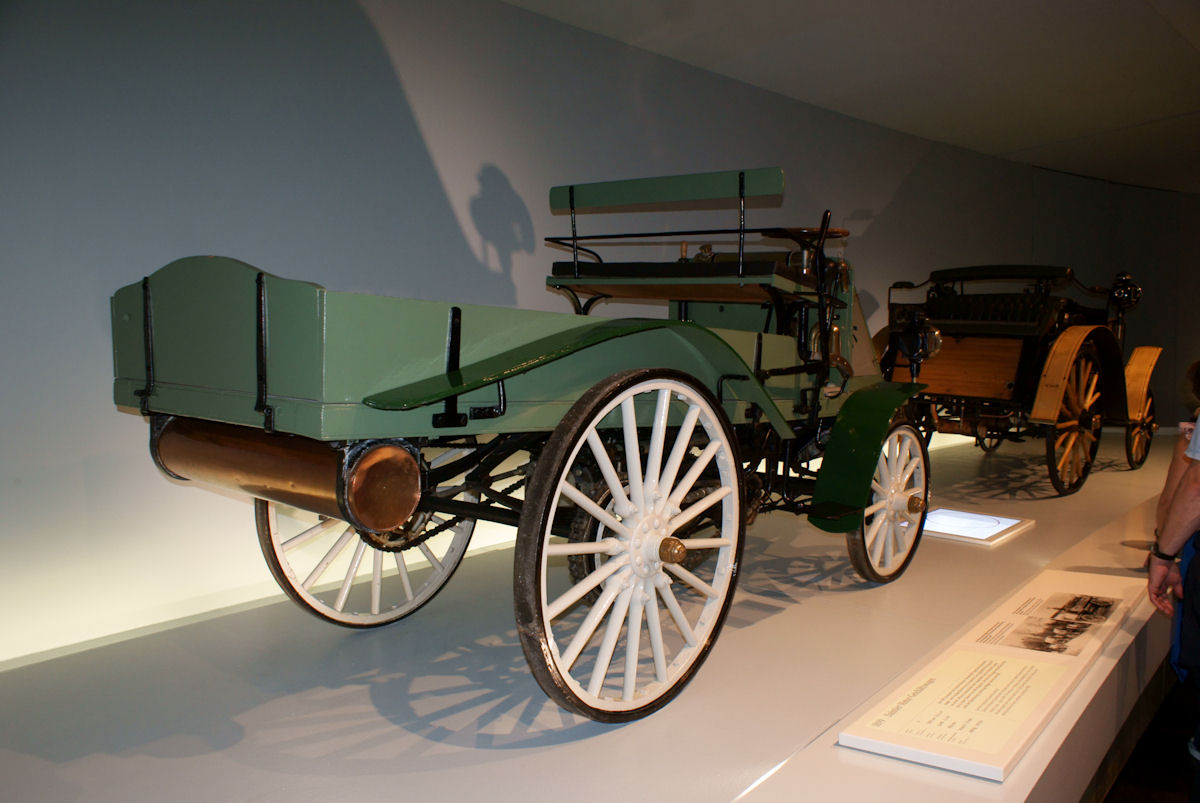
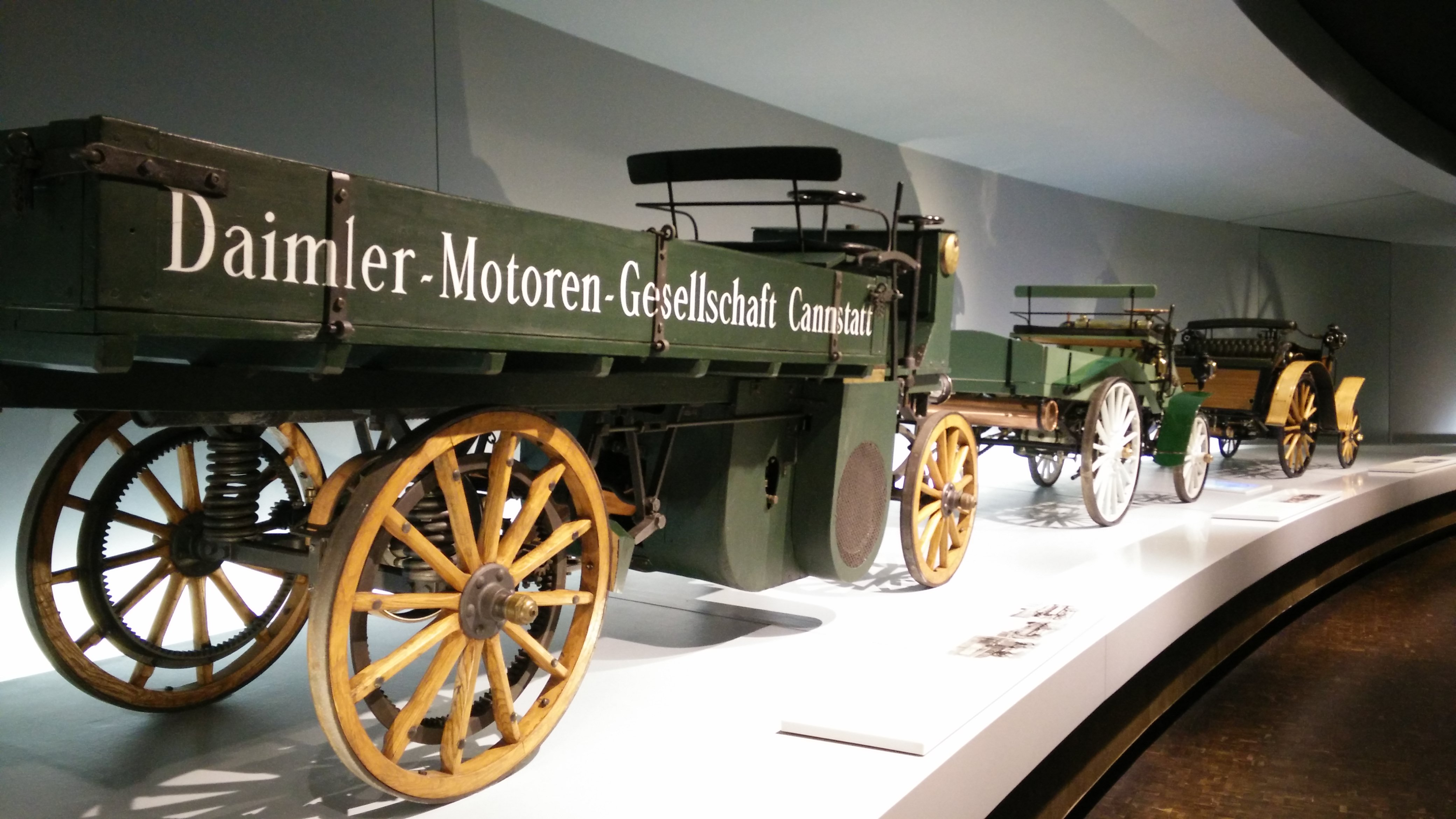

Ils industrialisent également les premiers camions à essence de l'histoire en 1896, avec leur moteur Daimler Type P V2 de 1 litre de cylindrée, pour 4 chevaux et 12 km/h de vitesse maximum, sur un camion de 4,5 m de long, 1,5 m de large, et 1500 kg de charge utile. La production évolue rapidement vers des moteurs de 4 cylindres, 8 à 12 chevaux, pour 40 km/h et 5 tonnes de charge utile, dérivés du modèle d'automobile Daimler Phoenix de 1897, puis Mercédès Simplex de 1902...

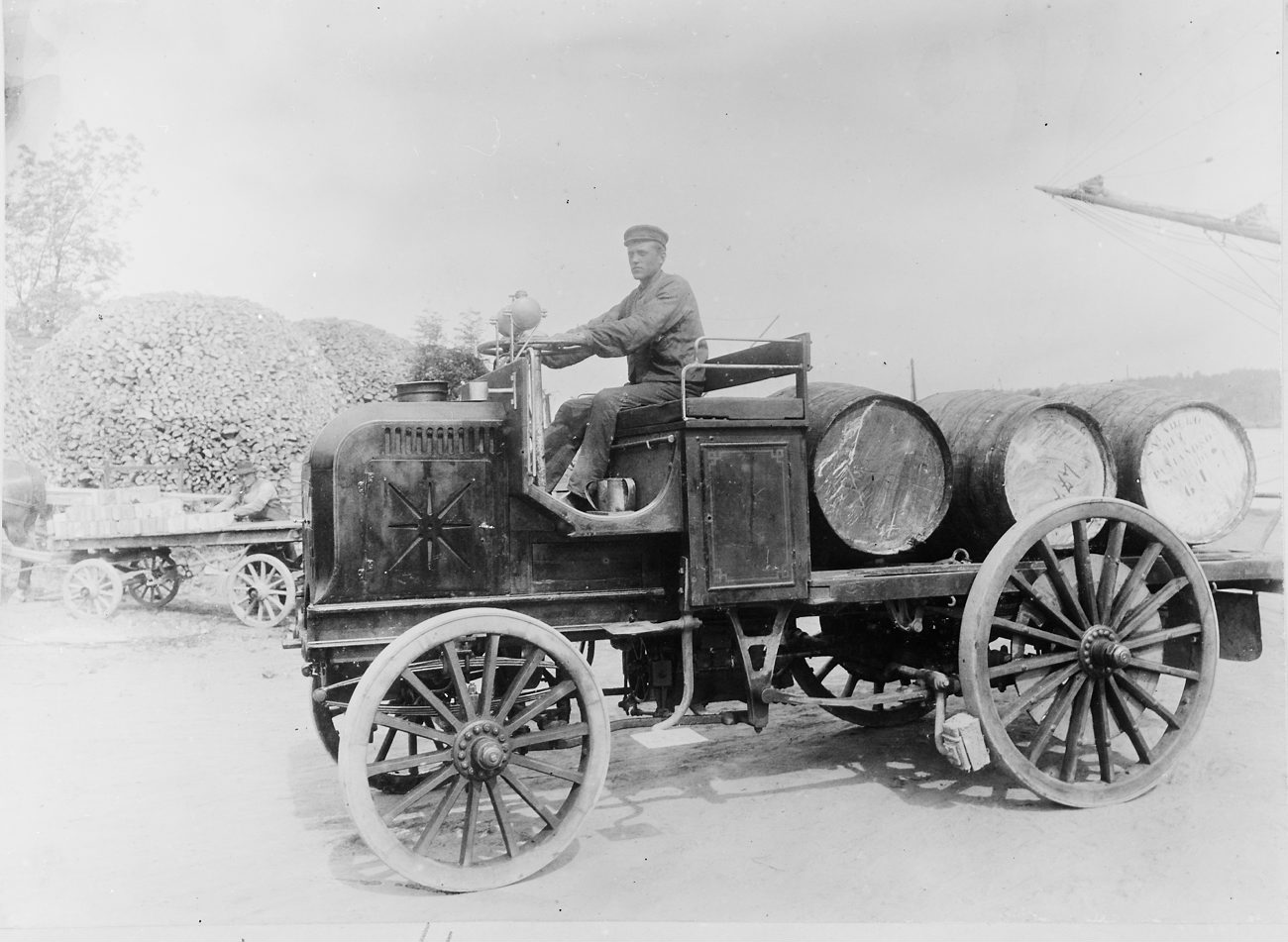
Daimler Motor Wagon, 6 ch, 1898
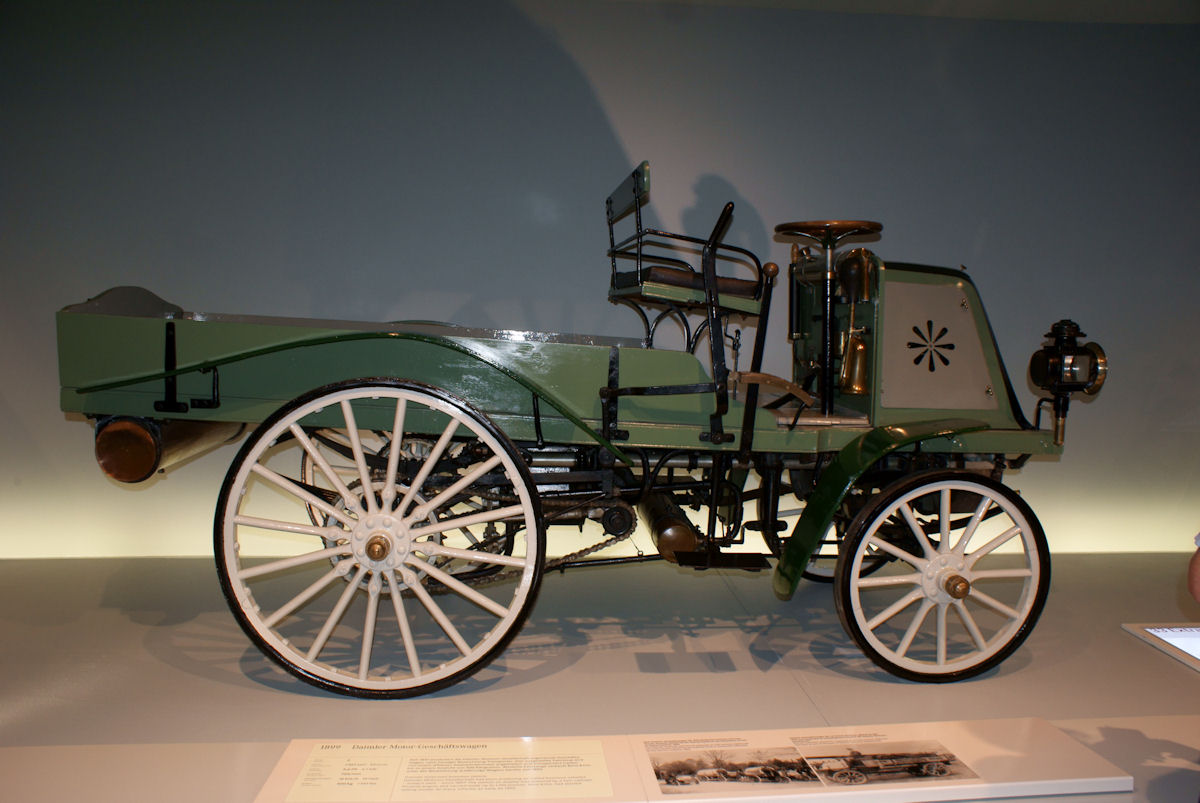
Daimler Motor-Geschäftswagen, 1899 (Daimler Phoenix)
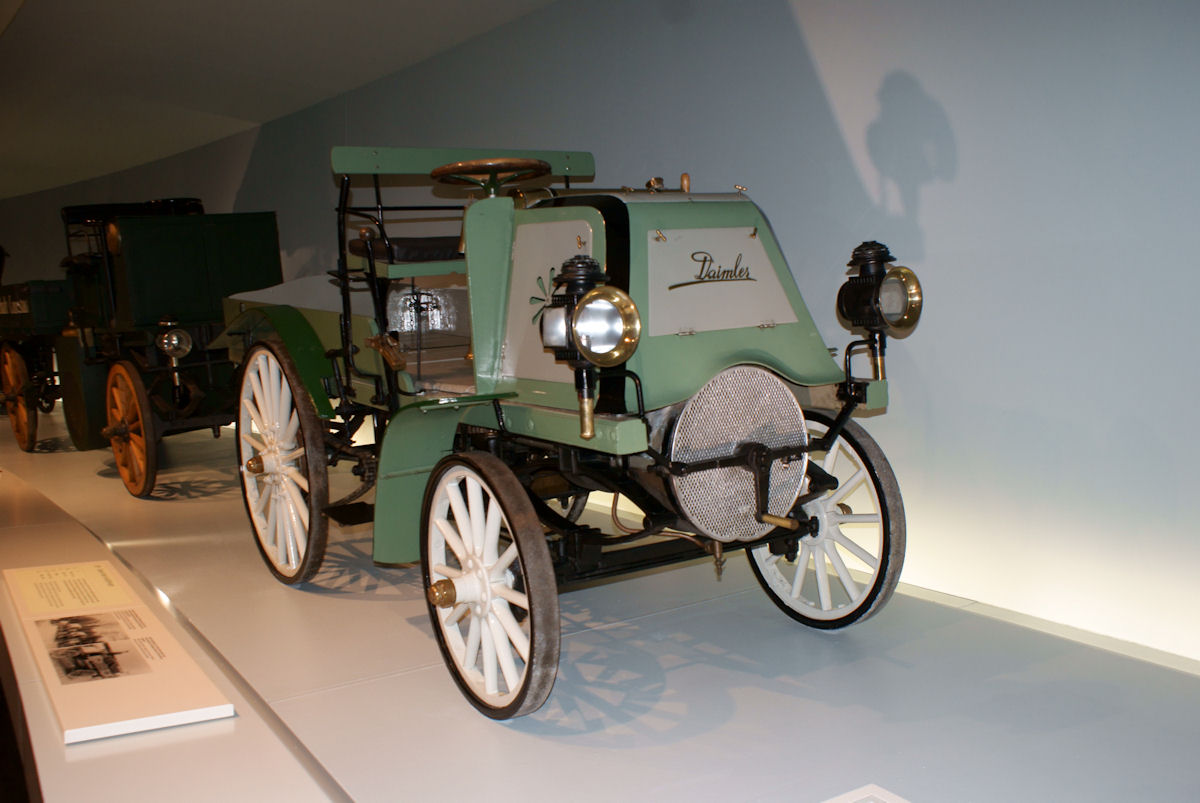
Daimler Motor-Geschäftswagen 1899

Les moteurs à essence révolutionnent les moyens énergétiques animale, hippomobile, à vapeur, à gaz, électrique, à air comprimé, hydraulique... d'alors, et démultiplient les perspectives de la Révolution industrielle en cours, du développement exponentiel de l'industrie automobile, et du transport routier de marchandises...

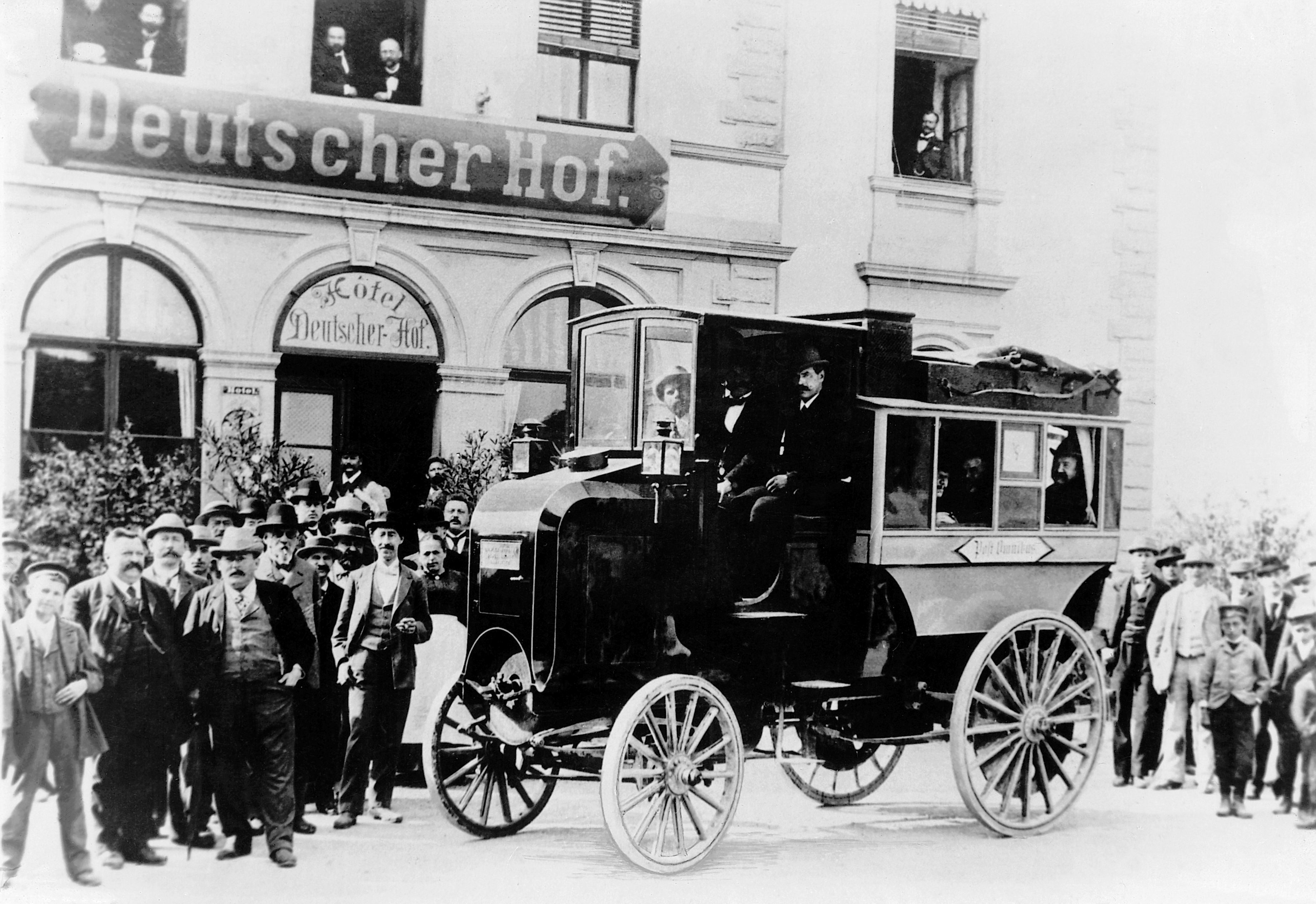
Transport en commun, 1898
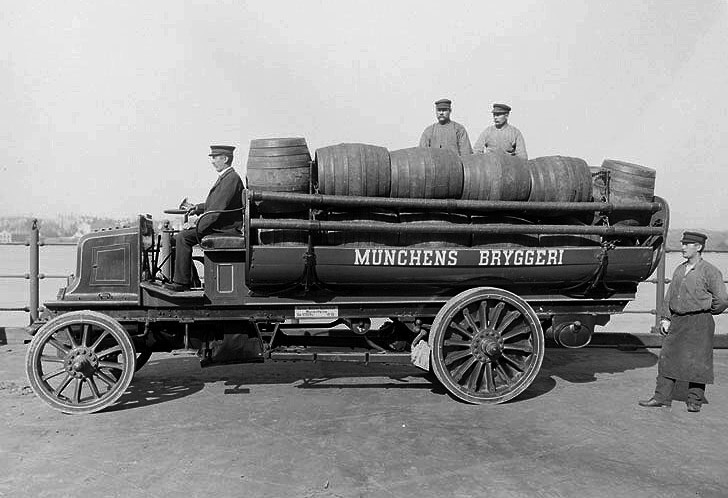
12 à 14 chevaux, 5 tonnes, 1903
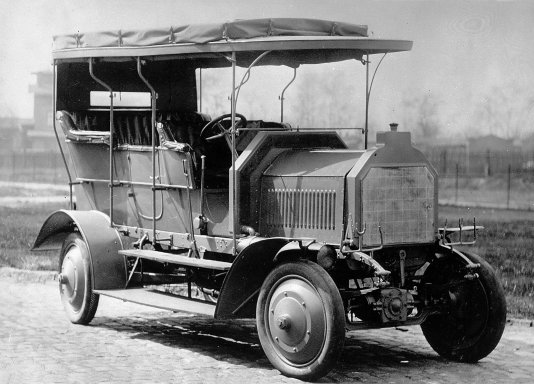
Transport en commun, Dernburg-Wagen, 1907
Première Guerre mondiale 1914
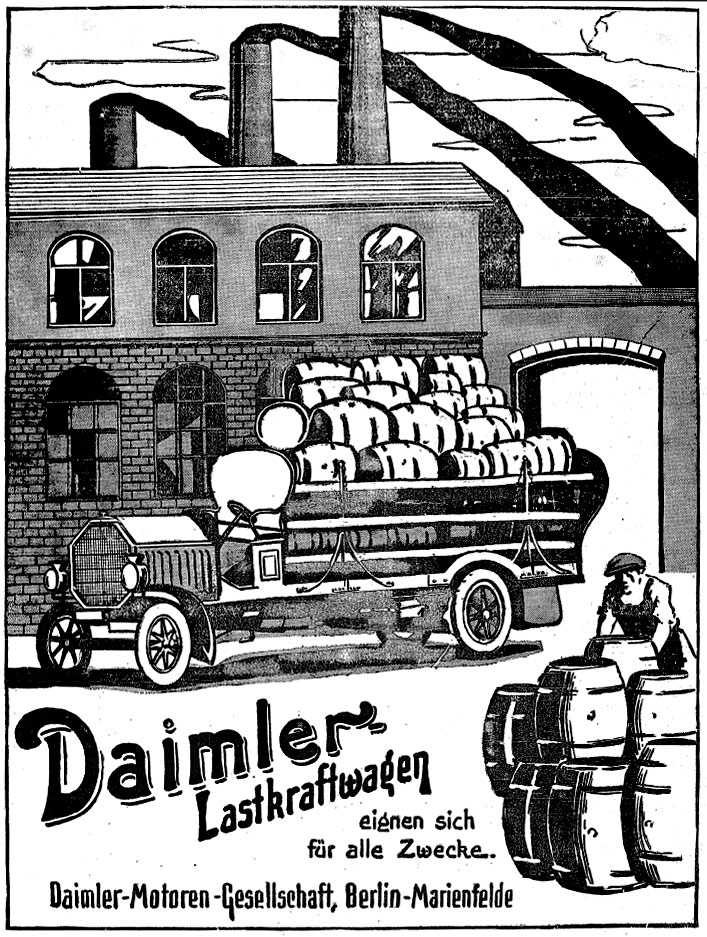
Publicité, 1913